# Кеньон, Фредерик Джордж
Сэр Фредерик Джордж Кеньон (англ. Frederic George Kenyon; 15 января 1863[…], Лондон — 23 августа 1952[…], Окстед, Суррей) — британский палеограф, папиролог, историк, библеист, филолог-классик и библиотекарь

; директор Британского музея, президент Британской академии, член Королевского Лондонского общества древностей.

## Биография
Фредерик Джордж Кеньон родился 15 января 1863 года в городе Лондоне в семье Джона Роберта Кеньона, профессора английского права в Оксфорде, и, таким образом, был правнуком Ллойда Кеньона, 1-го барона Кеньона.
Учился в Винчестерском колледже, а позднее получил степень бакалавра в Колледже Магдалины в Оксфорде, где позже состоял научным сотрудником.
В 1889 году Кеньон поступил на работу ассистентом в отдел рукописей в Британском музее и к 1909 году стал его директором и главным библиотекарем; он оставался на своем посту до 1931 года. 
В 1891 году Кеньон приобрёл известность в научном мире открытием и изданием в Лондоне сочинения Аристотеля об Афинской республике: «Αθηναίων πολιτεία. Aristotle on the constitution of ’Athens». Текст сочинения находился на одном из египетских папирусов, относящемся к I веку до рождества Христова. Практически все последующие издания этого знаменитого сочинения как в Англии, так и в других странах имеют в основе редакцию Кеньона. Он первый выяснил принадлежность сочинения Аристотелю и указал те перемены, какие британский папирус должен внести в афинскую историю и древности. Кеньону принадлежит также первое издание нескольких других папирусов, содержащих в себе, среди прочего, 7 стихотворений ямбографа Геронда, отрывок речи Гиперида и отрывки грамматического трактата Трифона. Фрагменты снабжены введениями и заметками («Classical texts from Papyri in the British Museum», 1891). 
В 1894 году в британской столице он издал труд «Hyperides ag. Athenogenes and Phippieles», привлекший большое внимание историков.
За свои услуги в 1912 году Фредерик Джордж Кеньон был посвящен в рыцари.
С 1917 по 1921 год сэр Ф. Д. Кеньон занимал пост президента Британской академии. 
В 1920 году он был назначен президентом Британской школы археологии в Иерусалиме (ныне институт названный его именем). Сэр Кеньон потратил большую часть своих денег, исследуя и публикуя древние папирусы.
Кеньон был известным знатоком древних языков и всю жизнь изучал Библию, особенно Новый Завет как исторический текст. Его книга «Наша Библия и древние рукописи», изданная в 1895 году, показывает, как египетские папирусы и другие археологические находки могут подтверждать повествование о событиях в Евангелиях. Он был убежден в исторической реальности событий, описанных в Новом Завете и заявлял следующее: «теперь устранено последнее основание для всякого сомнения в том, что Писание дошло до нас по существу в том виде, в каком оно было написано».
Сэр Фредерик Джордж Кеньон умер 23 августа 1952 года в Окстеде в английском графстве Суррей.
Его старшая дочь Дама Кэтлин Мэри Кеньон унаследовала от отца любовь к древностям и стала специалистом по библейской археологии.
Одна из наград Британской академии носит имя Медаль Кеньона.